# Tuần phủ
Tuần phủ (巡撫), còn được gọi là tuần vũ, là một chức quan địa phương ở Trung Quốc và Việt Nam thời phong kiến.

## Trung Hoa
Ở Trung Quốc, chức tuần phủ được đặt ra từ tháng 8 âm lịch năm 1391 thời Minh Thái Tổ, người đầu tiên được bổ nhiệm chức vụ này là Hoàng thái tử Chu Tiêu với chức Tuần phủ Thiểm Tây. Ban đầu, thì tuần phủ là một chức quan tạm thời của người được triều đình phái về giám sát công việc một tỉnh hoặc một bộ phận tỉnh lớn với vai trò như một khâm sai triều đình. Về sau, tới thời Minh Tuyên Tông thì chức vụ này mới trở thành chính thức. Dưới niên hiệu Thuận Thiên thời Minh Anh Tông, chức vụ này bị phế bỏ hơn 1 năm (1457-1458), sau đó lại được phục hồi. Về nguyên tắc, tuần phủ nhà Minh không phải là tỉnh trưởng, không phải là cấp trên của trưởng quan tam ty ở các tỉnh mà là một giám sát viên từ trung ương. Do đó, các tuần phủ được xếp vào cơ cấu quan viên thuộc Đô sát viện với chức vụ chính thức là Hữu phó đô ngự sử.
Thời nhà Thanh, tuần phủ là chức quan đứng đầu một tỉnh, chức quan xếp vào thuộc bộ Hộ. Tuần phủ chịu sự chỉ đạo trực tiếp của hoàng đế nhà Thanh. Tuần phủ có quyền bổ nhiệm, bãi miễn các chức quan dưới quyền mình trong địa hạt do mình quản lý, có quyền lãnh đạo về hành chính, tài chính, ngoại giao của tỉnh, từ giữa thời nhà Thanh thì kiêm thêm quân sự do tình hình đế quốc ổn định, chức đề đốc cai quản quân sự nhiều tỉnh không được bổ nhiệm. Tuy nhiên, ở những nơi có chức tổng đốc, thì tuần phủ vẫn phải theo chỉ đạo của tổng đốc. Ở nhiều nơi, tổng đốc có thể kiêm luôn chức tuần phủ.

## Việt Nam
Ở Việt Nam, tuần phủ có từ thời nhà Nguyễn, học theo phép quan chế của nhà Thanh. Tuần phủ ở Việt Nam cũng là người đứng đầu một tỉnh nhỏ, khác với tổng đốc là quan kiêm quản vài tỉnh hoặc đứng đầu một tỉnh lớn.
Tuần phủ mang hàm nhị phẩm (chánh hoặc tòng).